# Operación Madeja
Operación Madeja es el nombre de una operación anticorrupción dirigida por la juez Mercedes Alaya e investigada por la Unidad Central Operativa (UCO) de la Guardia Civil española. La operación, iniciada en 2013 y que estuvo sujeta a secreto de sumario en sus primeras fases, investigaba supuestas comisiones por parte de la empresa Fitonovo a cambio de contratos, que habrían causado perjuicios a instituciones públicas de Andalucía, Extremadura, Aragón, Comunidad Valenciana, Cataluña, Canarias y Comunidad de Madrid, y también al Ministerio de Fomento, a los ayuntamientos de Sevilla, Algeciras (Cádiz) y La Carolina (Jaén) y a la empresa pública Adif.
Uno de los principales investigados fue Domingo Enrique Castaño, exresponsable del área de Vía Pública del Ayuntamiento de Sevilla y exasesor del grupo socialista. La investigación reveló un supuesto enriquecimiento ilícito cifrado por la Guardia Civil en más de 400.000 euros y relacionado indiciariamente con pagos recibidos por Enrique Castaño de la empresa Fitonovo, entre otras.
Entre las contraprestaciones de la empresa Fitonovo figuran la realización de obras en la Agrupación Local Macarena del PSOE, por 6,839 euros, y el pago de 155.000 euros a Izquierda Unida tras la adjudicación 11 contratos para instalar césped artificial en campos de fútbol, siendo primer teniente de alcalde Antonio Rodrigo Torrijos.
El 11 de noviembre de 2014 la operación Madeja desembocó en la denominada operación Enredadera, una macrorredada que supuso la detención de una treintena de personas en las provincias de Sevilla, Córdoba, Jaén, Huelva, Cádiz, Granada, Badajoz, Madrid, Valencia, Zaragoza, Barcelona, Lanzarote y Las Palmas de Gran Canaria. En dicha operación se llevaron a cabo registros de organismos oficiales como las diputaciones de Sevilla, Córdoba y Jaén, así como de diversas empresas y domicilios particulares. Entre los detenidos figuraban cuatro cargos de Adif y un jefe de sección de la consejería de Fomento de la Junta de Extremadura.

## Algeciras
En abril de 2017 el juez de la Audiencia Nacional José de la Mata imputó a dos exalcaldes socialistas de Algeciras (Cádiz) entre 2005 y 2011, Tomás Herrera y Diego Sánchez Rull, en una pieza separada del caso Madeja o Fitonovo, por el supuesto cobro de 280.000 euros en comisiones a cambio de la adjudicación de un polideportivo.
En julio de 2017 el juez De la Mata concluyó la investigación del caso Fitonovo o Madeja, un caso “testigo” de la corrupción de técnicos y funcionarios de escala intermedia, y dictó el procesamiento de 66 personas en cinco piezas separadas.